# Stefanus I van Bourgondië
Stefanus I van Bourgondië bijgenaamd Puistenhoofd (circa 1065 - Ramla, 17 mei 1102) was van 1097 tot aan zijn dood graaf van Bourgondië en graaf van Mâcon. Hij behoorde tot het huis Ivrea.

## Levensloop
Stefanus I werd geboren in een machtige en invloedrijke familie als zoon van graaf Willem I van Bourgondië en Stephania van Longwy-Metz.
In 1097 volgde hij broer zijn Reinoud II op als graaf van Bourgondië en Mâcon. Tijdens zijn bewind nam hij deel aan de Kruisvaart van 1101, meer bepaald als commandant van de troepen van graaf Stefanus II van Blois. Tijdens de kruistocht hielp Stefanus de stad Ankara veroveren en nam hij deel aan de desastreuze slag bij Mersivan. In de nasleep van deze kruistocht vocht Stefanus in 1102 in de Slag bij Ramla, waarbij hij sneuvelde.
Stefanus werd als graaf van Bourgondië opgevolgd door zijn neef Willem II en als graaf van Mâcon door zijn zoon Reinoud III.

## Huwelijk en nakomelingen
Stefanus was gehuwd met Beatrix (overleden 1116/1117), dochter van hertog Gerard van Lotharingen. Ze kregen volgende kinderen:
- Isabella, huwde in 1110 met graaf Hugo I van Champagne
- Reinoud III (1087-1148), graaf van Bourgondië
- Willem III (1088-1156), graaf van Mâcon
- Margaretha (overleden in 1163), huwde met graaf Guigo IV van Albon

## Voorouders
| Voorouders van Stefanus I van Bourgondië (1065-1102) | Voorouders van Stefanus I van Bourgondië (1065-1102)                     | Voorouders van Stefanus I van Bourgondië (1065-1102)                     | Voorouders van Stefanus I van Bourgondië (1065-1102)                      | Voorouders van Stefanus I van Bourgondië (1065-1102)                      | Voorouders van Stefanus I van Bourgondië (1065-1102)               | Voorouders van Stefanus I van Bourgondië (1065-1102)               | Voorouders van Stefanus I van Bourgondië (1065-1102)               | Voorouders van Stefanus I van Bourgondië (1065-1102)               |
| ---------------------------------------------------- | ------------------------------------------------------------------------ | ------------------------------------------------------------------------ | ------------------------------------------------------------------------- | ------------------------------------------------------------------------- | ------------------------------------------------------------------ | ------------------------------------------------------------------ | ------------------------------------------------------------------ | ------------------------------------------------------------------ |
| Overgrootouders                                      | Otto Willem van Bourgondië (962-1026) ∞ Ermentrudis van Roucy (959-1004) | Otto Willem van Bourgondië (962-1026) ∞ Ermentrudis van Roucy (959-1004) | Richard II van Normandië (963–1026) ∞ 1000 Judith van Bretagne (982-1017) | Richard II van Normandië (963–1026) ∞ 1000 Judith van Bretagne (982-1017) | ? (-) ∞ ? (-)                                                      | ? (-) ∞ ? (-)                                                      | ? (-) ∞ ? (-)                                                      | ? (-) ∞ ? (-)                                                      |
| Grootouders                                          | Reinoud I van Bourgondië (986-1057) ∞ Adelheid van Normandië (1005-1038) | Reinoud I van Bourgondië (986-1057) ∞ Adelheid van Normandië (1005-1038) | Reinoud I van Bourgondië (986-1057) ∞ Adelheid van Normandië (1005-1038)  | Reinoud I van Bourgondië (986-1057) ∞ Adelheid van Normandië (1005-1038)  | ? (-) ∞ ? (-)                                                      | ? (-) ∞ ? (-)                                                      | ? (-) ∞ ? (-)                                                      | ? (-) ∞ ? (-)                                                      |
| Ouders                                               | Willem I van Bourgondië (986-1057) ∞ Stephania van Longwy-Metz (-)       | Willem I van Bourgondië (986-1057) ∞ Stephania van Longwy-Metz (-)       | Willem I van Bourgondië (986-1057) ∞ Stephania van Longwy-Metz (-)        | Willem I van Bourgondië (986-1057) ∞ Stephania van Longwy-Metz (-)        | Willem I van Bourgondië (986-1057) ∞ Stephania van Longwy-Metz (-) | Willem I van Bourgondië (986-1057) ∞ Stephania van Longwy-Metz (-) | Willem I van Bourgondië (986-1057) ∞ Stephania van Longwy-Metz (-) | Willem I van Bourgondië (986-1057) ∞ Stephania van Longwy-Metz (-) |